# Mancomunitat Intermunicipal de l'Horta Sud
La Mancomunitat Intermunicipal de l'Horta Sud és una mancomunitat de municipis de la històrica comarca valenciana de l'Horta Sud. Aglomera 20 municipis i 456.755 habitants (INE 2018), en una extensió de 302,70 km². Actualment i des del 23 de setembre de 2015 la mancomunitat és presidida per Carlos Fernández Bielsa, del PSPV-PSOE, i alcalde de l'Ajuntament de Mislata.

## Seu
La seu de la Mancomunitat Intermunicipal de L'Horta Sud està ubicada a l'antiga casa que tenia a Torrent el músic Josep Iturbi.

## Història
La Mancomunitat Intermunicipal de l'Horta Sud es crea el dos d'abril de mil nou-cents huitanta dos en la ciutat de Torrent i s'aprova pel Decret del Consell de 26 de març de 1982, B.O. del C.P.V. - Núm. 67.
La Mancomunitat Intermunicipal de l'Horta Sud està inscrita al registre del Ministeri d'Administracion Públiques amb el número de registre 0546013 amb data de 5 de gener de 1987.

## Competències
Les seues competències són:
- Aigües potables
- Centre ocupacional
- Cultura
- Desintoxicació i drogodependència
- Escorxador
- Esports
- Gabinet tècnic
- Patrimoni
- Sanitat
- Serveis socials
- Urbanisme

## Municipis
Els pobles que formen la mancomunitat són tots els pobles de l'Horta Sud.